# Edmund Hardy
Edmund Georg Nicolaus Hardy (9. juli 1852 i Mainz - 10. oktober 1904 i Würzburg) var en tysk religionshistoriker og indolog.
Hardy blev katolsk præst 1875 og professor i filosofi i Freiburg i Baden 1885. Han tog 1893 sin afsked og blev derefter kaldet til professor i sammenlignende religionsvidenskab i Freiburg i Schweiz, hvorfra han af helbredshensyn trak sig tilbage 1894 til Würzburg. De sidste 10 år af sit liv helligede han sig med stor iver og begejstring til studiet af buddhismen og Palilitteraturen og udgav en anselig række af vigtige Palitekster, som på grund af det forcerede arbejde lider under væsentlige mangler. Han anlagde leksikalske samlinger og forarbejder til et Pali-leksikon og efterlod ved sin død en kapital på 70000 mark til en understøttelsesfond for indiske studier (Hardy-Stiftung under bestyrelse af det Bayerske Videnskabsakademi). 
Blandt hans værker må nævnes: Der Begriff der Physis in der griechischen Philosophie, 1. Del (1884); Der Buddhismus nach älteren Pāli-Werken dargestellt (1890); Die vedischrbrahmanische Periode der Religion des alten Indiens (1893); Indische Religionsgeschichte (i "Sammlung Göschen" 1898); Buddha (sammesteds 1903); Indiens Kultur in der Blütezeit des Buddhismus. König Asoka (1902); desuden en stor mængde mindre bidrag i tidsskrifter, blandt andet i "Archiv für Religionswissenschaft", bind 4 (Zur Geschichte der vergleichenden Religionswissenschaft). I Pali Text Societys skrifter har han udgivet: Paramattha-dīpanī, Part III—IV (1896—1901); Anguttara-Nikāya, Part III, IV, V (1896—1900) og Nettipakaraṇa (1902).